# Niels Olsen
Niels Anthonez Olsen Peet (Guayaquil, 15 de enero de 1988) es un político y empresario de turismo. Actualmente es Presidente de la Asamblea Nacional. Fue ministro de turismo; desde el 24 de mayo del 2021; hasta el 30 de agosto del 2024, bajo los gobiernos de Guillermo Lasso y Daniel Noboa.

## Biografía
Durante su infancia, asistió a la Escuela Marcelino Maridueña cerca de su hogar, la hacienda la Danesa, hasta los 12 años. Luego de esta etapa, su familia decidió mudarse a Guayaquil y Niels continuó sus estudios en la secundaria en la Unidad Educativa Bilingüe Torremar, donde se graduó a sus 18 años.
Desde el 2006 hasta 2010, estudió administración de empresas y marketing en la Universidad Estatal de Luisiana en los Estados Unidos. En 2014, obtuvo una maestría en Turismo sostenible de la Universidad de Monash en Australia, donde tuvo que costear sus estudios trabajando como conductor de carrosas para turistas.También participó en la Sociedad de Empresarios Latinoamericanos de la Universidad de Stanford.
También fue director de Marketing en Sweet & Coffee y en 2016 fundó Hacienda La Danesa.

## Vida política

### Ministro de Turismo
El 17 de mayo de 2021, el presidente ecuatoriano, Guillermo Lasso, anunció que Olsen se convertiría en el ministro de turismo del Ecuador.Desde su nombramiento, Olsen manifestó de manera concreta los tres objetivos principales que se planteaba para reactivar el turismo en el país, luego del golpe sufrido por la pandemia: Alivio Financiero, Promoción y Competitividad.
De su tiempo en el gobierno, Olsen destaca la firma de varios acuerdos de ‘Cielos Abiertos’ para mejorar la conectividad aérea del Ecuador; la reducción de las tasas EcoDelta y Ecuador Potencia Turística para mejorar los costos y la conectividad del país; la creación de la Visa Nómada para que trabajadores remotos puedan vivir en Ecuador durante dos años.En febrero de 2023, realizó el lanzamiento de Ecuador en la revista National Geographic Traveller y distribuirla en Reino Unido.
Niels Olsen participó en la inauguración de la 43 edición de la Feria Internacional de Turismo (FITUR), que se llevó a cabo del 18 al 22 de enero de 2023. En el evento se anunció que Ecuador será el país socio de FITUR en la próxima edición.En marzo de 2023, participó en ITB Berlín, donde, por primera vez, Ecuador estuvo en el Top 3 de stands en la región Américas y El Caribe.
Durante su gestión impulsó la renovación de la Marca País. Tras la salida de Guillermo Lasso de la presidencia, fue revalidado por el nuevo presidente Daniel Noboa para seguir en la cartera. 
En 2024, Ecuador obtuvo por primera vez el premio al Mejor Stand en la Feria Internacional de Turismo FITUR en Madrid, uno de los eventos más prestigiosos del sector a nivel mundial. 

#### Caso Olón
La Comisión de Gobiernos Autónomos de la Asamblea Nacional recomendó iniciar un juicio político contra Niels Olsen y otros tres ministros por incumplimiento de funciones y por la falta de atención o atención incompleta a los pedidos de información relacionados con el caso Olón, relacionado con un proyecto inmobiliario en una zona protegida.

### Presidencia de la Asamblea Nacional
Durante la sesión de instalación del quinto período legislativo de la Asamblea Nacional de Ecuador, presidida por Annabella Azín, la bancada de Acción Democrática Nacional, postuló a Olsen como candidato a la presidencia del legislativo. Obtuvo el cargo tras una votación donde acumuló 80 votos a favor, cero en blanco y 65 en contra. Con esta designación, también preside el Consejo de Administración Legislativa de la Asamblea Nacional.

## Vida privada
Está casado con Romina Miraglia y tienen dos hijos: Oliver y Vittoria.